# Экспедиция о государственных доходах
Экспедиция о государственных доходах — одно из центральных государственных финансовых учреждений Российской империи в XVIII—XIX вв. 
Образована при 1-м департаменте Сената указом императрицы Екатерины II от 25 февраля (8 марта) 1773 года. Экспедиция должна была оперативно собирать информацию о доходах и на её основе ежегодно составлять государственную роспись.
Экспедиция находилась в ведении генерал-прокурора и в 1773—1780 годах возглавлялась обер-секретарём А. И. Васильевым. Начиная с 1781 года, росписи о доходах, которые показывались по территориальному принципу, стали регулярными и единообразными. 
В различные периоды учреждение имело разный объём полномочий за счёт их передачи от ликвидированных в процессе административных реформ учреждений; в частности, после ликвидации Мануфактур коллегии в 1779—1797 годах и в 1803—1806 годах занималась также заготовлением гербовой бумаги; дополнительные функции получила также после ликвидации Камер-коллегии и Штатс-конторы.
С 1781 года разделялась на 4 экспедиции:
- 1-я — о доходах (контролировала сбор, доставку и сохранность денежных средств);
- 2-я — о расходах (отвечала за их правильное распределение);
- 3-я — для свидетельства счетов (о ревизии счетов; проверяла деятельность трёх других экспедиций; в 1783–1796 годах участвовала также в управлении казёнными горными заводами и др.; в 1801 году из неё была выделена 5-я экспедиция – для свидетельства прежнего по 1797 год времени счетов (с 1805 года — для свидетельства государственных прежнего времени счетов);
- 4-я — для взыскания по начётам и недоимкам (добивалась получения не уплаченных ранее денежных средств).

Указом Павла I от 4 декабря 1796 года экспедиция была передана в ведение Государственного казначея. В середине 1800-х гг., оставаясь в прежнем ведении была подчинена министру финансов; 15 августа 1808 года 1-я, 2-я и 4-я экспедиции объединены в Экспедицию о доходах, расходах и недоимках по государству, а 20 февраля 1809 года из 3-й и 5-й экспедиций была сформирована отдельная Государственная экспедиция для ревизии счетов.
В 1811 году вошла в образованное Главное управление ревизии государственных счетов и 2 февраля 1821 года была преобразована в Департамент государственного казначейства Министерства финансов.